# Jeremiasz opłakujący zburzenie Jerozolimy
Jeremiasz opłakujący zburzenie Jerozolimy – obraz Rembrandta datowany na rok 1630. Obecnie znajduje się w Rijksmuseum w Amsterdamie.
Obraz przedstawia biblijnego proroka Jeremiasza, opłakującego zburzenie Jerozolimy przez króla Nabuchodonozora, który uprowadził Żydów do niewoli babilońskiej. Cała scena oświetlona jest przez płomienie pożaru niszczącego miasto. Twarz proroka nosi podobieństwo do rysów ojca Rembrandta.